# Rhyacophila arefini
Rhyacophila arefini là một loài Trichoptera trong họ Rhyacophilidae. Chúng phân bố ở miền Cổ bắc.